# Anartomima nigrofasciata
Anartomima nigrofasciata là một loài bướm đêm trong họ Noctuidae.